# Швейцер, Миклош
Миклош Швейцер (венг. Schweitzer Miklós; 1 февраля 1923, Будапешт, Королевство Венгрия — 28 января 1945, Будапешт) — венгерский математик.
В 1941 году окончил школу, заняв второе место в национальном математическом конкурсе выпускников имени Лоранда Этвёша. Установившийся в Венгрии фашистский режим не позволил ему поступить в университет из-за его еврейского происхождения, и он продолжил изучать математику самостоятельно. Первые научные результаты были получены им в конце 1942 года. 
В 1944 году как еврей был депортирован на принудительные работы. Был застрелен немцами 28 января 1945 года во время боёв за Будапешт.
Некоторые математические работы Швейцера были посмертно опубликованы Липотом Фейером, Палом Тураном и Габором Сегё. Швейцер, в частности, показал, что теорема, аналогичная теореме Абеля, при определённых условиях действует для бесконечных произведений.
В 1949 году имя Швейцера было присвоено ежегодному математическому конкурсу среди венгерских студентов; конкурс Миклоша Швейцера включает десять заданий из разных областей математики, которые нужно решить в течение десяти дней с использованием любой литературы, и отличается высоким профессиональным уровнем.

## Семья
Мать — Аранка Броди.